# Glyphocrangon mabahissae
Glyphocrangon mabahissae is een garnalensoort uit de familie van de Glyphocrangonidae. De wetenschappelijke naam van de soort is voor het eerst geldig gepubliceerd in 1939 door Calman.